# Semantički wiki
Semantički wiki je wiki koji ima temeljni model znanja koje opisuje u svojim stranicama. Obični ili sintaktički, wikiji imaju strukturirani tekst i untyped hiperveze. Semantički wikiji, s druge strane, pružaju mogućnost skupljanja ili identificiranja informacija o podatcima unutar stranica, i odnosa između stranica, na načine koji se mogu ispitati ili eksportirati kao baze podataka. 

## Ključne karakteristike

### Oslanjanje na formalni zapis
Model znanja nađen u semantičkom wikiu je obično dostupan u formalnom jeziku, tako da ga strojevi mogu izraditi u jedan entitet-vezu ili relacijsku baze podataka. 
Formalni zapis može biti uključen na stranicama od strane samih korisnika, kao kod Semantic MediaWiki; ili može biti izveden iz stranica, imena stranica ili upotrebe linkova. Na primjer, korištenje određenog alternativnog imena stranice možde upućivati na određenu vrstu linkova. To je osobito uobičajeno kod wikija posvećenih kod projektima. Kada formalni zapis nisu napisali educirani ljudi, trebalo bi ga biti lako pregledati i popraviti, da bi se identificirali problemi u raščlanjivanju i konvencijama. 
U svakom slučaju, pružanje informacije kroz formalni zapis omogućava strojevima izračunavanje novih činjenica (npr. odnosa između stranica) iz činjenice prikauanih u modelu znanja.

### Omogućuje semantičku mrežu
Tehnologija razvijena od strane zajednice Semantičke Mreže pružaju jedan temelj za formalno zaključivanje o modelu znanja koji je stvoren unošenjem tih podataka. Međutim, postoji širok niz tehnologija koje rade na ERD ili relacijskim podatcima. 

## Primjer
Zamislite semantički wiki posvećen isključivo hrani. Stranica za jabuku bi sadržavala, pored standardne tekstualne informacije, neke strojno čitljive ili barem strojno intuitivne semantičke podatke. Najosnovniji podatci bili bi da je jabuka vrsta voća - što je poznato kao link naslijeđa. Wiki bi tako mogao automatski generirati popis voća, jednostavno nabrajajući svie stranice koje su označene s "voće". Daljnje semantičke oznake u "apple" stranici mogu navesti ostale podatke o jabukama, uključujući i njihove postojeće boje i veličine, nutricijske informacije i prijedloge posluživanje, te bilo koje druge podatke koje bi se smatrale važnima. Ove oznake mogu biti izvedeni iz teksta, ali uz neku mogućnost pogreške - u skladu s tim, trebale bi biti prikazane uz te podatke tako da bi se mogle lako ispraviti. 
Ako wikiji eksportiraju sve ove podatake u RDF ili sličnom formatu, onda može biti ispitana poput baze podataka - tako da bi vanjski korisnik ili web stranica mogla, na primjer, poslati upit da bi dobili popis svog voća koje je crveno i od kojih se može ispeći pita.

## Upotreba u upravljanju znanjem
Dok wikiji zamijennjuju stariji CMS ili alate za upravljanje znanjem, semantički wikiji pokušavaju služiti sličnim funkcijama: omogućujući korisnicima da njihovo znanje učine eksplicitnijim i formalnijim, tako da bi se podatci iz wikija mogli pretražiti na bolje načine nego samo pomoću ključnih riječi, nudeći upite slične strukturalnim bazama podataka. 
Neki sustavi su usmjereni prema osobnom upravljanju znanjem, neke više na upravljanje znanjem za zajednice. Količina formalizacije i način na koji semantičke informacije učinjene eksplicitnijima variraju. Postojeći sustavi se kreću od primarno sadržajno-orijentiranih (kao Semantic MediaWiki), gdje se znaćenje unosi stvaranjem hiperveza, preko sadržaja koji spaja različite pristupe i značenje u jednostavnom tekstu, preko sadržajno-orijentiranih sa snažnim formalnom pozadinom (kao KiWi), prema sustavima gdje je formalnio znanje osnovni interes (kao Metaweb), gdje se znanje unose u polja iskljućivo za tu svrhu. 
Također, semantički wiki sustavi razlikuju se u razini ontologijske podrške koje nude. Dok većina sustava mogu svoje podatke eksportirati kao RDF, neke čak i podržavaju različitih razine ontološkog rasuđivanja. 

## Povijest
Neke tehnologije za obradu tipskih veza između kolektivno uređenih stranica hiperteksta postojale su u razdoblju prije mreža. Međutim, takvi alati poput projekta XANADU, NoteCards, KMS i gIBIS nisu nikad bili korišteni od strane velikog broja slabo koordiniranih korisnika na otvorenom Internetu. Opsežno istraživanje o ovim alatima, veći dio objavljen od softvera za suradnju, računalno posredovane komunikacije, hiperteksta i računalno podržanih zajednica kooperativnog rada u 1980-im, uključuje mnoge konvencije i načela koja se odnose na semantički wiki. 
Pojam Semantički Wiki je prvi put zabilježen na Usenet-u, zatim u nekoliko znanstvenih radova: 
- Leo Sauermann. 2003. The Gnowsis-Using Semantic Web Technologies to build a Semantic Desktop (PDF) (diplomski rad). Technical University of Vienna. Inačica izvorne stranice (pdf) arhivirana 14. kolovoza 2007. Pristupljeno 20. lipnja 2007.
- Workshop on Semantic Wikis  Arhivirana inačica izvorne stranice od 2. ožujka 2009. (Wayback Machine), 12. siječnja 2006.

Mnogi od postojećih aplikacija semantičkog wikija započele su sredinom 2000-ih, uključujući Semantic MediaWiki (2005.), Freebase (2005.) i OntoWiki (2006.). 

## Trenutne semantičke wiki aplikacije
- AceWiki
- KiWi  Arhivirana inačica izvorne stranice od 22. travnja 2009. (Wayback Machine)
- Knoodl  Arhivirana inačica izvorne stranice od 18. lipnja 2009. (Wayback Machine)
- OpenRecord
- Semantic MediaWiki
- [neaktivna poveznica]
- TaOPis  Arhivirana inačica izvorne stranice od 8. siječnja 2013. (Wayback Machine) razvijena na Fakultetu organizacije i informatike u Varaždinu.
- zAgile Wikidsmart  Arhivirana inačica izvorne stranice od 27. svibnja 2009. (Wayback Machine)

## Izazovi

### Klasificiranje
Iako je dodavanje tipova linkova na wikiju jednostavano, broj tipova često može biti poprilično velik. Cyc sustav ima više od 15.000 različitih tipova. Kako bi se stvorili pravi tipovi linka, često se koristi set pitanja. Također mogu dodati pravila koja bi provjeravala da je odredišna stranica primjerena za tu vrstu veze. Na primjer, link "capital_of" bi jedino bila prikladna pri povezivanju grada s nekom regijom ili zemljom. 

### Rasprave
Većina ranih tehnologija wiki tipa, posebno gIBIS i NoteCards, koji su imali direktnu podrška za online prosuđivanje, često su uključivale okvire argumentiranja poput logičkih stabala ili više razrađenih problem/ stajalište /argument struktura koje su bile dovoljno fleksibilne za podršku planova sastanaka i podršku stvarnih online susreta. 
U tim slučajevima, vrste veza su namjerno ograničene da bi se pojednostavnilo prezentiranje i da bi se ujedno izbjegla mogućnost da netko dobije prednost u debati ili sastanku znajući bolje vrste veza (često se misli da je to glavni razlog zasto se obični korisnici jako odupiru typed vezama). Na primjer, veza na tvrdnju koja "opovrgava" drugu ili koja ju "podupire". 
Izazov je stvoriti nove oblike protivničkog procesa koji se bave neuravnoteženjima moći i brzim tempom promjena u online forumima, i podržavaju ih s novim alatima. Teorija otvorene politike, na primjer, razvila je neke za upotrebu u politici. 

### Aktivnost
Predstavljajući aktivnost, za razliku od znanja, je uvijek bilo relativno teško jer je filozofija djelovanja relativno novija i nije izradila niz jednostavnih, široko-prihvaćenih sistema bilježenja. 
Međutim, neke semantičke wiki koje se bave vrlo ograničenom domenama kao što je kod ili eksperimenti u određenom znanstvenom polju, uspjele su proizvesti jednostavne gramatike koje ispravno opisuju spektar aktivnosti koje korisnici žele raditi u wikiju. 

### Prava i ograničenja
Drugi spektar problema proizlazi iz većih razmjera i otvorene naravi wikie. U članku "Prava ponovnog korištenja i njihov odnosu prema prilagodbi",  NeOn projekt bavi se pitanjima o prilagodbi ili adaptaciji, posebno u "onim slučajevima kada netko želi ponovno koristiti rad drugih ljudi." 
Pitanja obuhvaćaju: 
- "How much detail can one re-use?"
- "Can the level of detail be customized as a particular view of essentially the same ontology?"

Fizička lokacija i GPS podatci se navode kao primjeri gdje je "satelitske kompanije žele razlikovati npr. korisnike koji plaćaju i besplatne usluge. Prvi bi mogli biti u mogućnosti opisati svoje lokacije terminima 'ulice', 'katovi', 'sobe'; dok će potonji vidjeti samo opće poglede - 'grad', 'zemlja', ili 'nedostupna'. " 

### Korisnička prava
Drugi fokus je na pitanjima autentičnosti ( 'je korisnik X taj za kojeg ona tvrdi da je'), enkripcije ( 'kako spriječiti zloupotrebu informacija'), te, u manjoj mjeri, autorizacije ( 'može li korisnik X učiniti određenu akciju"). The NeOn članak navodi da "u praksi vokabular prava je puno bogatiji (npr. podatci-, ne-radnja, autorizacija za određene razine)." "Vlasnik znanja (naš GPS korisnik) može se razlikovati od pružatelja znanja (naš GPS satelit), a svaki od njih mogu želljeti ograničiti kako treće osobe doživljavaju dijeljeno znanje." Prema tome, različita "gledišta" možda trebaju biti pružena za različite vrste korisnika. 

## Zajedničke osobine
Semantički wikiji variraju u svojem stupnju formalizacije. Semantika može biti ili uključena, ili stavljena odvojeno od wiki markup-a. Korisnici mogu dobiti podršku prilikom dodavanja tog sadržaja, koristeći obrasce ili automatsko završavanje ili složeniji prijedlog generacije ili provjere konzistentnosti. Zastupljeni jezik može biti wiki sintaksa, standardni jezik kao RDF ili OWL, ili baze podataka opremljena alatom koji povlači semantiku od čistih podataka. Odvojene podrške prevođenja ili korekcija za uređivanje formaliziranog sadržaja može također biti pružena. Podrška provenijencije formaliziranog sadržaja, to jest obilježavanja autora podataka odvojeno od samih podataka, varira. 
Također varira koji se podatci mogu formalizirati. Netko može biti sposoban napisati stranice, kategorije, paragrafe ili rečenice (potonje opcije su bile češće u pre-web sustavima). Linkovi su najčešće također upisivani. Izvor, imovina i cilj mogu biti određeni nekim zadanim postavkama, npr. Kod Semantic MediaWiki izvor je uvijek trenutna stranica. 
Refleksivnost također varira. Refleksivnija korisnička sučelja pružaju jaku ontološku podršku unutar wikia, i omogućavaju njeno otvaranje, spremanje, stvaranje i mijenjanje.
Neki wikiji nasljeđuju svoju ontologiju u cijelosti iz već postojećih ontologija poput Cyc ili SKOS, dok na drugoj krajnosti, u drugim semantičkim wikijima cijela ontologija je generirana od strane korisnika. 
Konvencionalni, ne-semantički wikiji obično još uvijek imaju načine da korisnici iznesu podatake i metapodatake, obično označivanjem, koriziranjem i korištenjem namespacea. U semantičkih wikija, ove značajke obično još postoje, ali su integrirane s drugim semantičkim deklaracijama, a ponekad i uz ograničenje njihovog korištenja. 
Neki semantičkii wikiji pružaju podršku u zaključivanju, koristeći razne sustave. Takvo zaključivanje može zahtijevati da se svi podatci, budu u skladu s ontologijama. 
Većina smantičkih wikija imaju jednostavne podrške za upite (kao što su potraga za svim triplovima s određenim subjektom, predikatom, objektom), ali stupanj podrške naprednih upita varira; neki semantički wikiji pružaju upite u standardnim jezicima kao što je SPARQL, dok su drugi osiguravaju prilagođeni jezik. Podrška korisničkog sučelja za njihovu izgradnju također varira. Vizualizacija linkove posebno mogu biti podržana. 
Mnogi semantički wikiji mogu prikazati odnos između stranica, ili druge podatke, kao što su datumi, zemljopisne koordinate i brojne vrijednosti, u raznim formatima, kao što su grafikoni, tablice, chartovi, kalendari i karte.

## Vanjske poveznice
- Semantic wiki  Arhivirana inačica izvorne stranice od 29. kolovoza 2011. (Wayback Machine) article at SemanticWeb.org  Arhivirana inačica izvorne stranice od 13. siječnja 2013. (Wayback Machine)
- Semantic wiki projects  Arhivirana inačica izvorne stranice od 29. kolovoza 2011. (Wayback Machine)
- SemWiki.org  Arhivirana inačica izvorne stranice od 2. ožujka 2009. (Wayback Machine)